# Нейбрук
Нейбрук (нід. Nijbroek) — село в нідерландській провінції Гелдерланд. Входить до муніципалітету Ворст. Перша згадка про населений пункт датується 1328 роком.
До 1818 року мало статус окремого муніципалітету.

## Галерея

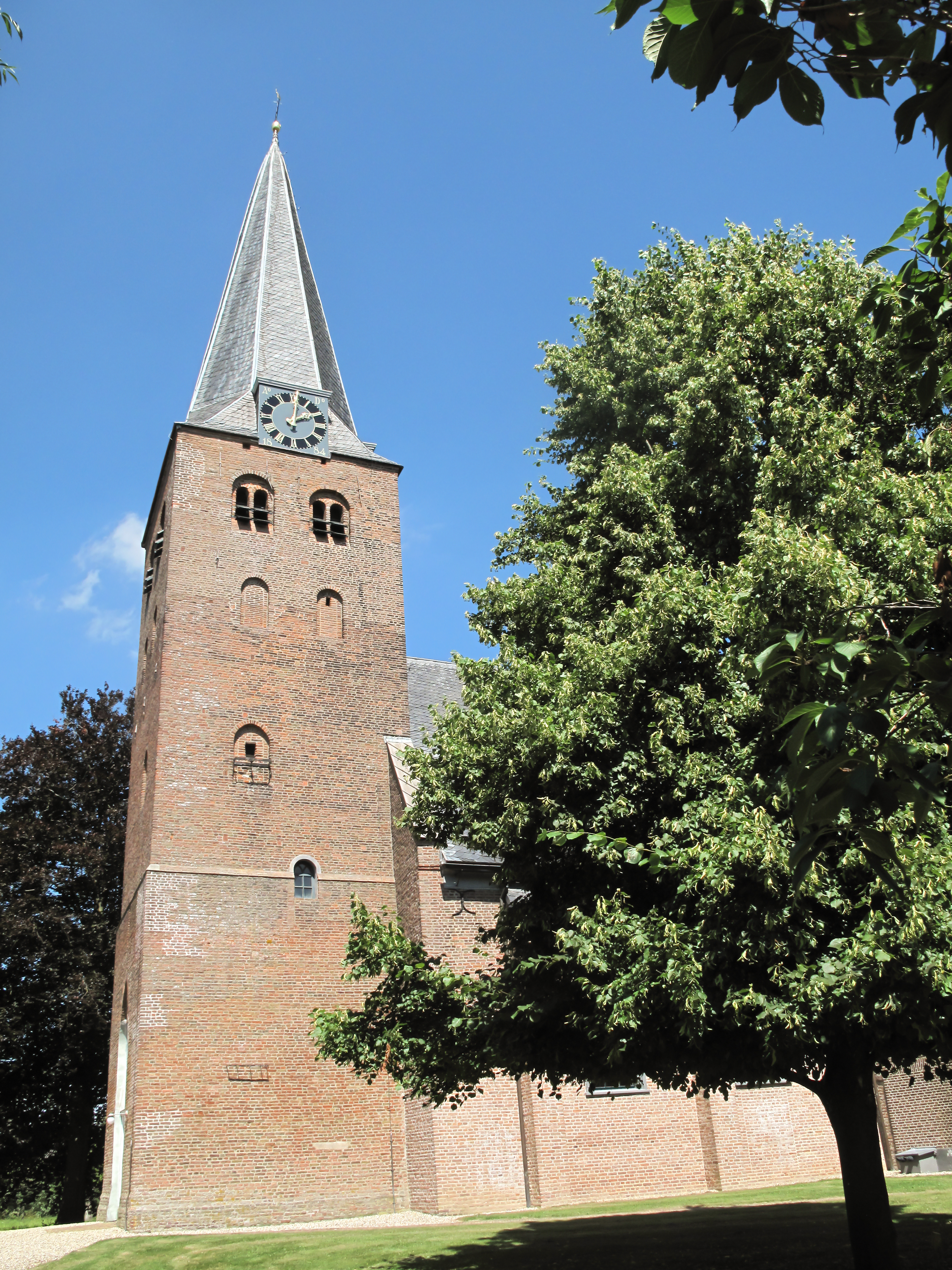
Реформістська церква
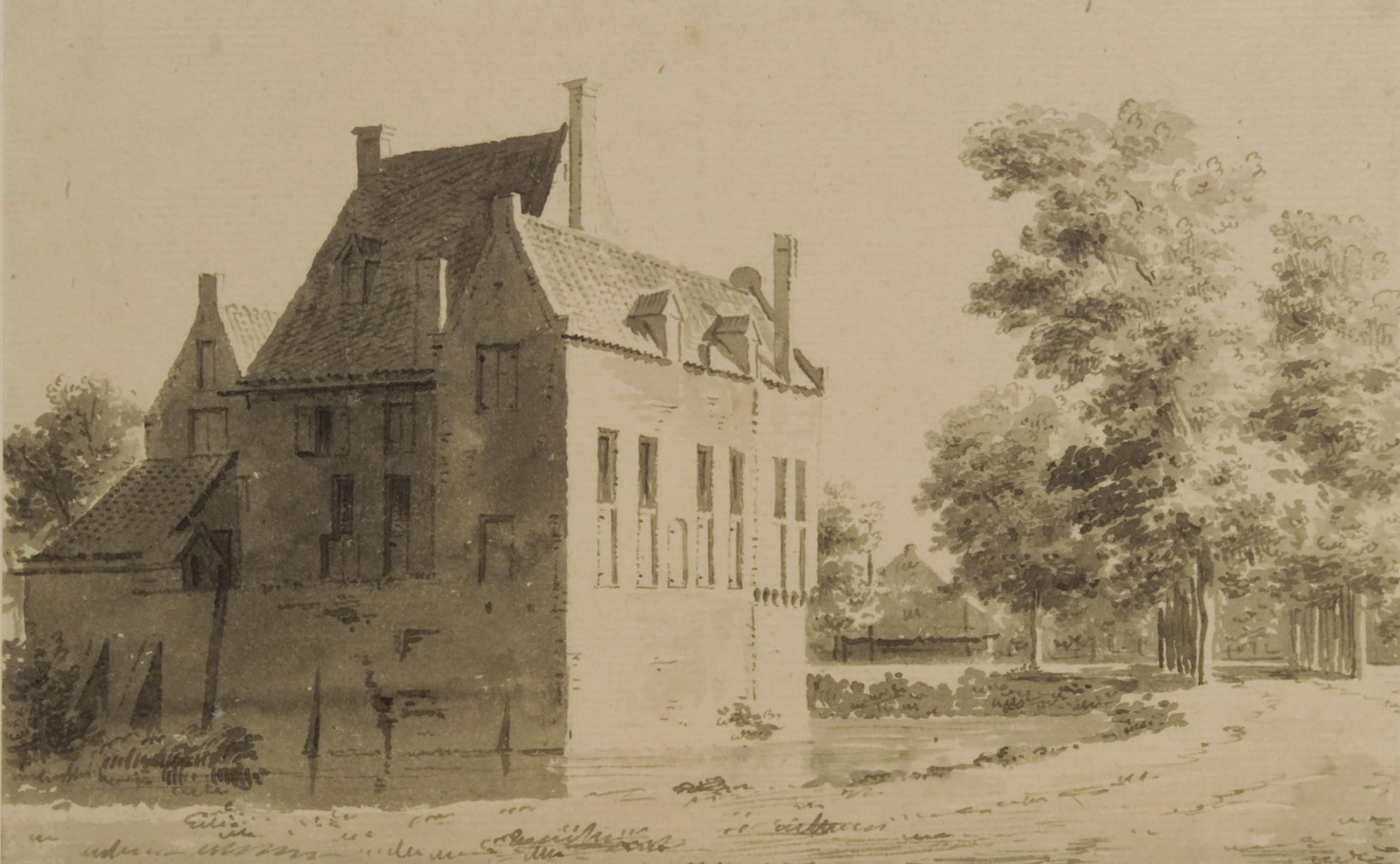
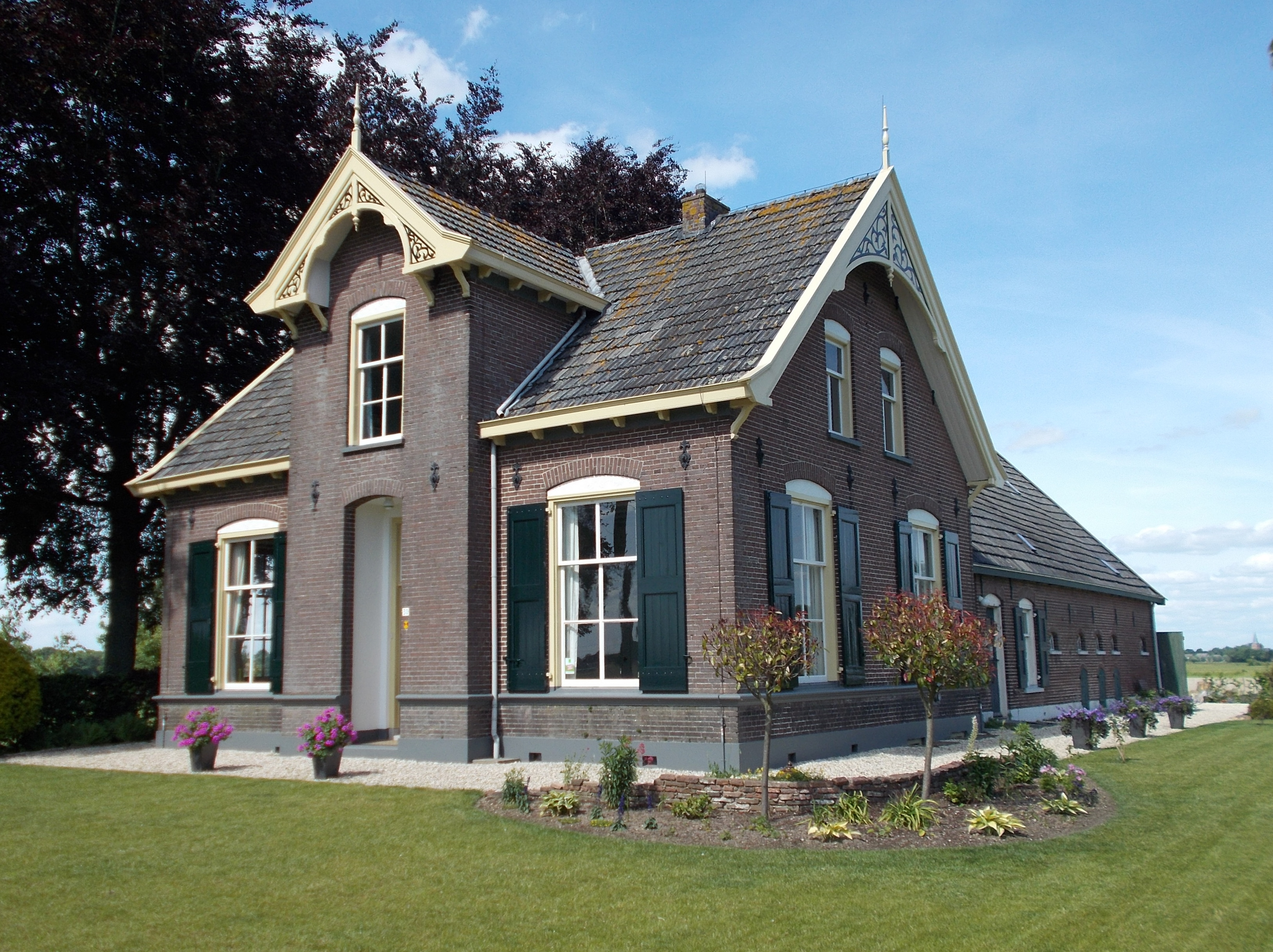
Ферма
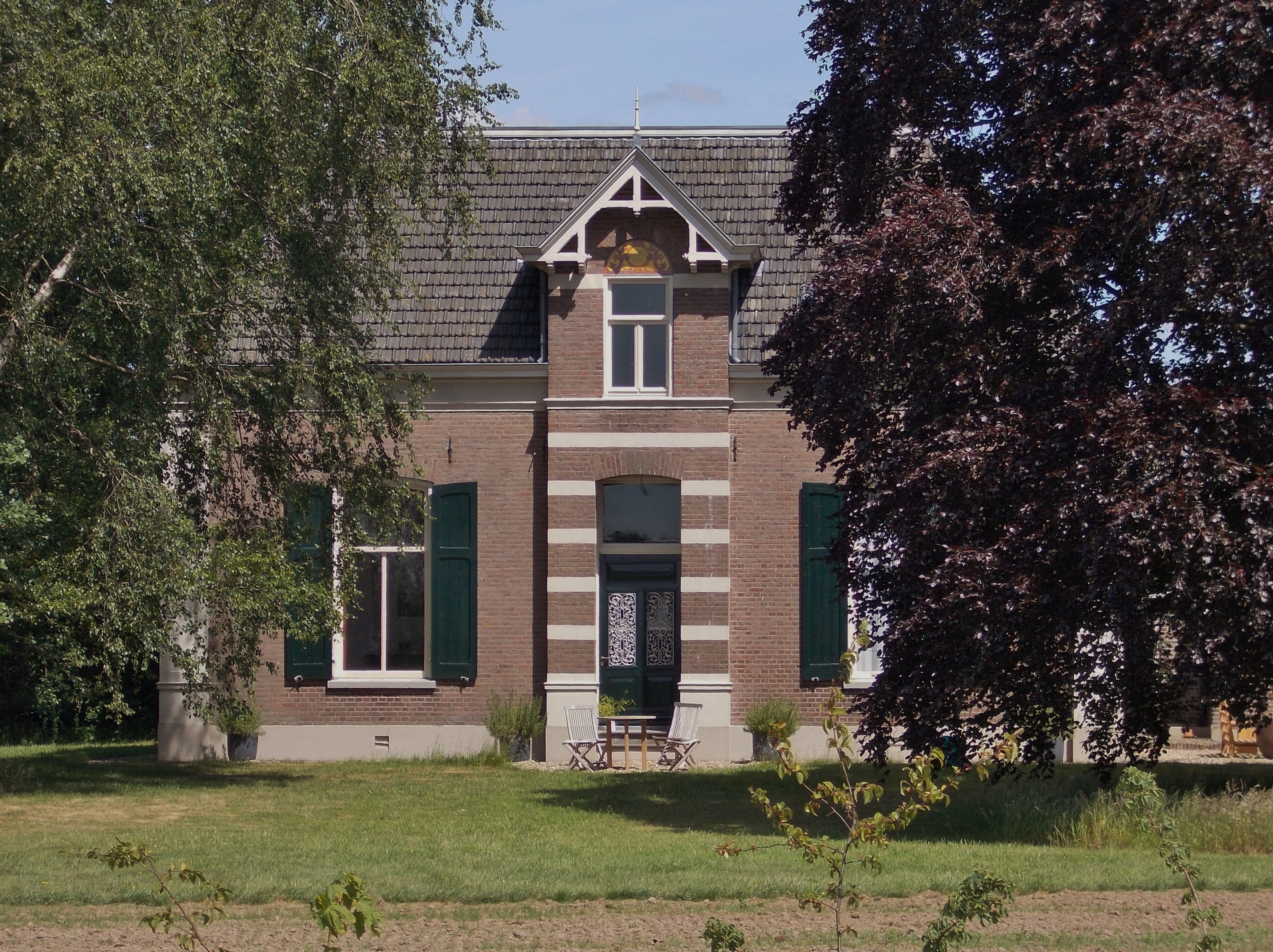
Вілла